# Palacio de Sorgenfri
El palacio de Sorgenfri (en danés: Sorgenfri Slot; lit. "Sin dolor", un calco directo de Sans Souci) es una residencia real del monarca danés, situada en el municipio de Lyngby-Taarbæk, en el lado este de Lyngby Kongevej, en los suburbios del norte de Copenhague. El barrio que lo rodea se llama Sorgenfri en su honor. De la primera casa Sorgenfri, construida en 1705 según el diseño de François Dieussart, sólo se conservan el sótano y los cimientos. La casa actual fue construida en 1756 por Lauritz de Thurah y posteriormente adaptada y ampliada por Peter Meyn en la década de 1790. Lauritz de Thurah también diseñó los edificios que flanquean el camino de entrada más cercano a la carretera.
El palacio Sorgenfri está rodeado por un gran parque que limita con Mølleåen al este. Se adaptó al estilo romántico inglés a fines de la década de 1790 y principios de la de 1899 y contiene varios edificios pequeños.
Christian X lo utilizó como residencia de verano y posteriormente ha sido parte de él alquilado a familiares de la familia real. El parque está abierto al público.

## Historia

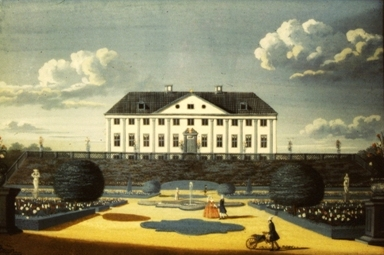
Sorgenfri en 1742

El palacio Sorgenfri está ubicado en el emplazamiento de un asentamiento medieval, Mølletorp, que era propiedad del Obispado de Roskilde pero que fue confiscado por la corona durante la Reforma en la década de 1530. En 1686, fue sustituido por una casa de campo por el juez del Tribunal Supremo Michael Vibe.

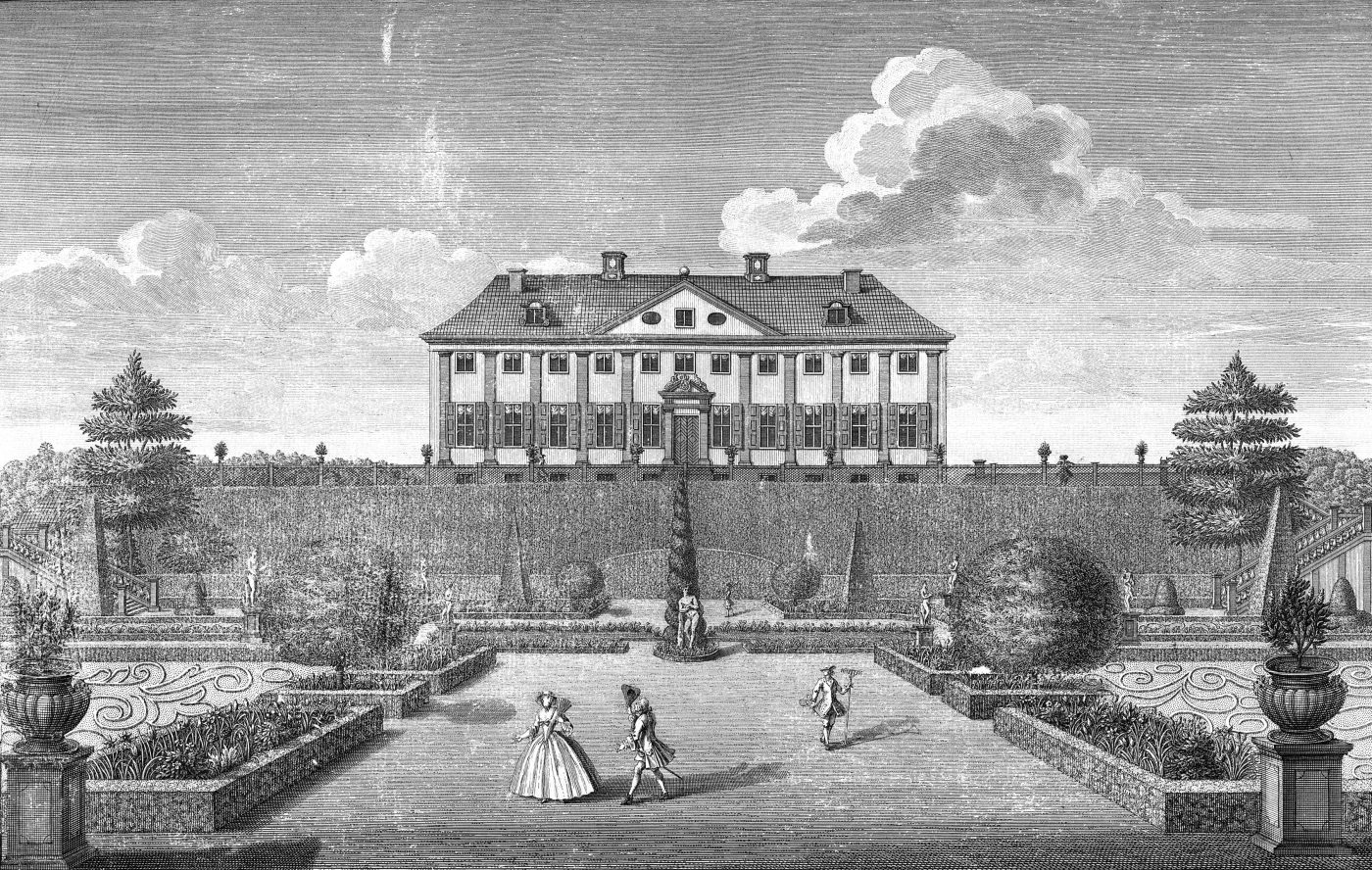
Sorgenfri en Den Danske Vitruvius de Lauritz de Thurah

El conde Carl von Ahlefeldt adquirió la finca en 1702. Encargó al arquitecto François Dieussart la construcción de una nueva residencia de verano en el lugar y la rebautizó como Sorgenfri. El edificio, un complejo de entramado de madera y tres alas de estilo barroco, se terminó en 1705. El ala central contenía un salón de banquetes con techos de doble altura. Por tanto, el paso entre las dos alas laterales residenciales sólo era posible en la planta baja.
El rey Christian VI adquirió la finca en 1730. Su hijo, el príncipe heredero Federico, el más tarde rey Federico V, lo utilizó como residencia de verano a partir de 1742. El edificio fue reformado por Lauritz de Thurah quien también construyó nuevos establos y una nueva ala para los caballeros de la Corte.
Después de su ascenso al trono en 1747, Federico V entregó la propiedad a su tía, Sofía Carolina, princesa viuda de Frisia Oriental. La demolió y encargó a Lauritzde Thurah la construcción de una nueva casa sobre los cimientos de la antigua.
Sofía Carolina murió en 1764. En 1766, Sorgenfri fue cedida al príncipe Federico, de 12 años, medio hermano de Cristián VII de Dinamarca. En 1769, vendió la propiedad a Jean Henri Desmercières. El siguiente propietario fue el comerciante y armador Henrik Bolten, cuya casa comercial tenía su sede en Boltens Gård en Copenhague. Se declaró en bancarrota a fines de la década de 1780 y el príncipe Federico volvió a adquirir Sorgenfri en 1789. Encargó a Peter Meyn la adaptación y ampliación de la casa.

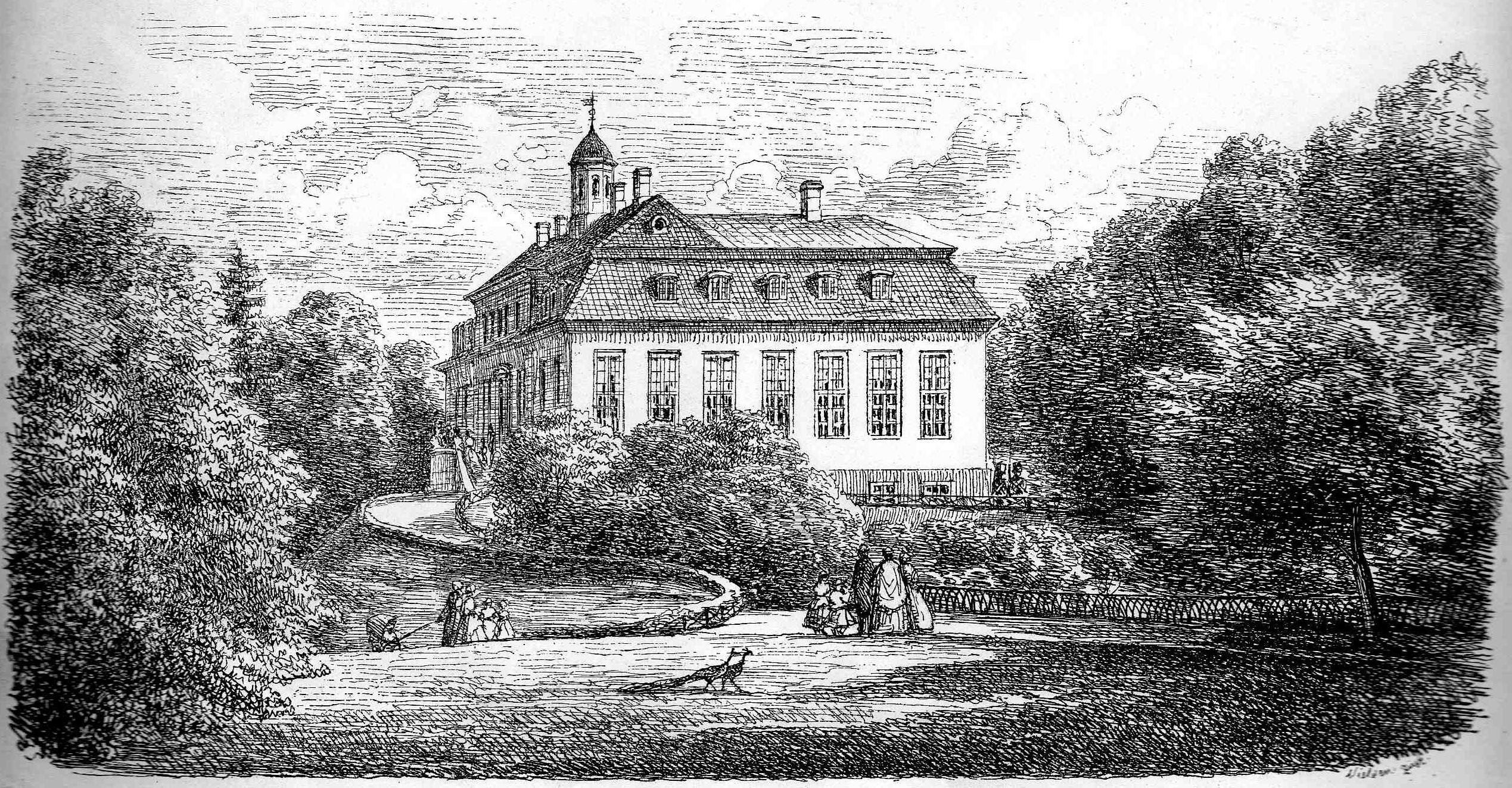
Sorgenfri en 1865

Cuando el príncipe heredero Frederik murió en 1805, Sorgenfri pasó a manos de su hijo, el posterior rey Christian VIII, que la utilizó como residencia de verano. Tras su muerte en 1848, la reina viuda Carolina Amalia pasó todos los veranos en la finca hasta su muerte en 1881.
Frederik VII había cedido Sorgenfri al Estado en 1856 y después de 1881 quedó vacío durante años. En 1898, se cedió al príncipe Christian, más tarde rey Christian X, como residencia de verano. El rey Christian X y la reina Alejandrina siguieron viviendo en Sorgenfri durante el verano y el rey era visto a menudo paseando por los alrededores.
El príncipe Knud se casó con la princesa Caroline-Mathilde en 1933. Durante la Segunda Guerra Mundial, la familia real se alojó en el Palacio. El 29 de agosto de 1943, los alemanes lanzaron la Operación Safari, en la que, bajo el mando del teniente general Eduard Ritter von Schleich, atacaron el palacio, con el resultado de un tiroteo y la muerte de siete alemanes. El príncipe Knud y la princesa Caroline-Mathilde siguieron viviendo en Kavalerfløjen hasta la muerte de Christian X en 1947 y entonces se trasladaron al edificio principal. El edificio principal volvió a quedar vacío con la muerte de la princesa Carolina Matilde en 1995.
Desde 1991, el conde Christian de Rosenborg, primo hermano de Margarita II, y la condesa Anne Dorte vivieron en un ala separada del palacio llamada Damebygningen hasta que fallecieron en 2013 y 2014, respectivamente.

## Arquitectura
El Palacio Sorgenfri está diseñado en estilo neoclásico. El techo está rematado por una cúpula que data de la renovación en 1791-1794.

## Jardín del palacio

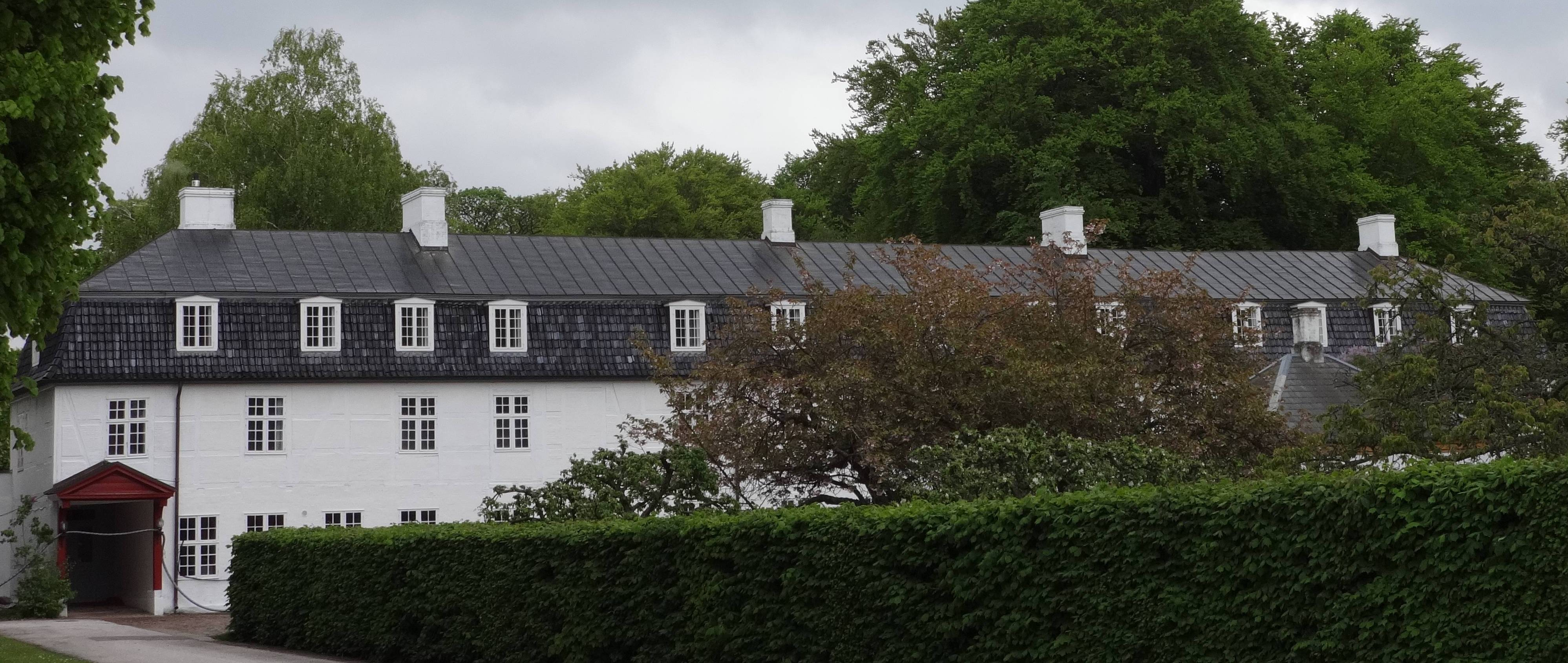
El ala clásica Damebygningen, Palacio Sorgenfri, 2014

El palacio se encuentra en un jardín de 40 hectáreas, realizado originalmente en estilo barroco en 1706. El príncipe Federico lo hizo cambiar a un estilo de jardín paisajístico inglés entre 1791 y 1794. La hilera de tilos frente al palacio sigue siendo un vestigio del jardín de estilo barroco.
El arquitecto Nicolai Abildgaard fue responsable de los pabellones de jardín The Swiss House y The Norwegian House .
El río Mølleåen atraviesa el parque por el lado este.
En el parque también hay un banco en memoria del poeta Viggo Stuckenberg y una lápida en memoria de la activista por los derechos de la mujer Gyrithe Lemche.

## Parque
El parque cubre un área grande a ambos lados de Lyngby Kongevej. Contiene varios edificios catalogados.
El castillo está rodeado de bosques y jardines. En el siglo XVIII se creó un jardín de estilo francés con simetría, arbustos topiarios y jarrones ornamentales. El príncipe heredero Frederik lo adaptó al estilo inglés con senderos sinuosos y mobiliario de jardín romántico, como un pozo, una gruta y cenadores. Estos últimos, la Casa Noruega y la Casa Suiza, fueron diseñados por Nicolai Abildgaard.